# شهرستان سی
شهرستان سی (به لاتین: Ci County) یک منطقهٔ مسکونی در چین است که در هاندان واقع شده‌است.